# 三宅えみ
三宅 えみ（みやけ えみ、1977年12月19日 - ）は、日本の元タレント。

## 略歴
世田谷区立弦巻中学校卒業。
1995年、『今田耕司のシブヤ系うらりんご』の出演者で結成された「うらりんギャル」（番組終了とともに解散）を経て、長野かずえ・小谷みさこと"Pino"や、吉田美花葉（当時ホリ・エージェンシー所属）と"Ami"といったアイドルグループを組んでいたことがあり、イエローキャブ及びサンズに所属していた。

## 人物
2003年12月17日に俳優・ミュージシャンのいしだ壱成とできちゃった結婚。同年12月19日に長男・七音を出産。2006年1月30日に離婚。
2007年3月、俳優の谷原章介とできちゃった結婚で再婚。同年10月に第2子女児、2009年4月に第3子女児、2010年10月に第4子男児、2012年2月に第5子男児、2015年4月に第6子女児を出産した。

## 主な出演

### テレビ
- 今田耕司のシブヤ系うらりんご（フジテレビ系、うらりんギャルのメンバーとして出演。）
- 君を想うより君に逢いたい（関西テレビ製作、フジテレビ系）
- ミックスパイください（CBCテレビ）
- Y²club（テレビ東京系）
- スーパージョッキー（日本テレビ系、熱湯三姉妹のメンバーとして出演。）
- ダブルマザー（東海テレビ製作、フジテレビ系）
- 救命病棟24時（フジテレビ系）

### CM
- エスキモーPino（森永乳業、長野かずえと小谷みさこと共に出演）